# Windsor, Missouri
Windsor är en ort i Henry County, och i Pettis County, i Missouri. Vid 2010 års folkräkning hade Windsor 2 901 invånare.